# Sowjetische Badminton-Juniorenmeisterschaft
Sowjetische Badminton-Juniorenmeisterschaften wurden von 1963 bis 1991 ausgetragen.

## Die Einzelmeister
| 1969 | Semyon Rozin         | Reet Valgmaa         | G. Alyev O. Kanayev                   | Reet Valgmaa Riina Valgmaa           | O. Kanayev V. Cyupa                |             |             |
| 1970 | S. Rackov            | Reet Valgmaa         | S. Shaburov Sergey Petrov             | Reet Valgmaa Riina Valgmaa           | V. Krayev E. Sedikh                |             |             |
| 1971 | Sergey Petrov        | Nadezhda Litvincheva | keine Daten                           | keine Daten                          | keine Daten                        |             |             |
| 1972 | V. Krayev            | Nadezhda Litvincheva | keine Daten                           | keine Daten                          | keine Daten                        |             |             |
| 1973 | Vyacheslav Shukin    | Alla Prodan          | keine Daten                           | keine Daten                          | keine Daten                        |             |             |
| 1974 | Alexander Gutko      | Nadezhda Litvincheva | keine Daten                           | keine Daten                          | keine Daten                        | keine Daten | keine Daten |
| 1975 | Vyacheslav Shukin    | Alla Prodan          | Viktor Samarin A. Dzyuba              | Larissa Beljutina Svetlana Belyasova | Leonid Pajkin Alla Prodan          |             |             |
| 1976 | Mirzə Orucov         | Svetlana Belyasova   | Mirzə Orucov M. Klyuchev              | Viktoria Semenjuta Vera Pozdnyakova  | Mirzə Orucov T. Krivosheyna        |             |             |
| 1977 | A. Blinov            | Viktoria Semenjuta   | V. Zeldin V. Teslenko                 | Ludmila Suslo Vera Pozdnyakova       | A. Blinov Irina Melnikova          |             |             |
| 1978 | Evgeniy Dayanov      | Viktoria Semenjuta   | Nikolay Kalinskiy Evgeniy Dayanov     | Ludmila Borodulina Olha Kovaleva     | Evgeniy Dayanov Ludmila Borodulina |             |             |
| 1979 | Evgeniy Dayanov      | Ludmila Suslo        | Vitaliy Shmakov S. Frolov             | Tatyana Litvinenko Ludmila Suslo     | Evgeniy Dayanov Ludmila Borodulina |             |             |
| 1980 | Vladimir Nikolenko   | Olga Kovaleva        | keine Daten                           | Ludmila Okuneva Olga Kovaleva        | Oleg Okunev Olga Kovaleva          |             |             |
| 1981 | Vladimir Nikolenko   | M. Jegyazaryan       | O. Bautkin I. Pantyzushin             | I. Tosheva K. Betina                 | Vladimir Nikolenko N. Beynikova    |             |             |
| 1982 | keine Daten          | keine Daten          | keine Daten                           | keine Daten                          | keine Daten                        |             |             |
| 1983 | I. Payos             | Elena Konovalova     | I. Payos Vyacheslav Bersenev          | Vlada Belyutina Viktoria Pron        | Evgeniy Kravchenko Vlada Belyutina |             |             |
| 1984 | Andrei Antropow      | Irina Rozhkova       | Andrei Antropow Vyacheslav Bersenev   | Vlada Belyutina S. Mikova            | Vladimir Smolin S. Mikova          |             |             |
| 1985 | keine Daten          | keine Daten          | keine Daten                           | keine Daten                          | keine Daten                        |             |             |
| 1986 | Igor Dmitriev        | Ina Ionnikova        | Igor Dmitriev O. Jeremenko            | E. Samodurova Tatyana Khokhlova      | Igor Dmitriev Tatyana Khokhlova    |             |             |
| 1987 | keine Daten          | keine Daten          | keine Daten                           | keine Daten                          | keine Daten                        |             |             |
| 1988 | Nikolai Sujew        | Olga Kuznecova       | Nikolai Sujew Sergei Repka            | Olga Kuznecova Elena Stepanova       | Sergei Repka Elena Nikitina        |             |             |
| 1989 | Alexei Kurbel        | Elena Rumianceva     | Oleg Morozevich Alexei Mandrik        | Elena Shvachko Anna Schevchenko      | Oleg Morozevich Elena Shvachko     |             |             |
| 1990 | Vladislav Druzchenko | Marina Yakusheva     | Vladislav Druzchenko Valeriy Strelcov | Marina Yakusheva Svetlana Alferova   | Valeriy Strelcov Svetlana Alferova |             |             |
| 1991 | Vladislav Druzchenko | Saule Kustovletova   | Vladislav Druzchenko Valeriy Strelcov | Marina Yakusheva Svetlana Alferova   | Valeriy Strelcov Svetlana Alferova |             |             |